# Cestrum domingense
Cestrum domingense är en potatisväxtart som beskrevs av Otto Eugen Schulz. Cestrum domingense ingår i släktet Cestrum och familjen potatisväxter. Inga underarter finns listade i Catalogue of Life.